# Tribalismo
O tribalismo é um estado de organização que defende que os seres humanos deveriam viver em sociedades pequenas (tribos) ao invés de viver em sociedade massiva, advogando por uma tribo ou mais. O termo também é conhecido como Neotribalismo ou tribalismo moderno, com colocações defendidas e elaboradas por Michel Maffesoli. Em termos de conformidade, tribalismo também pode se referir a uma maneira de pensar ou se comportar, no qual as pessoas são mais leais a sua tribo que qualquer outro grupo social. 
A estrutura social de uma tribo pode variar grandemente, porém, por causa do pouco tamanho das tribos, a estrutura é sempre relativamente simples, com poucas (às vezes nenhuma) distinções sociais entre seus membros.
Tribalismo implica possuir uma forte identidade cultural ou étnica que separe seus membros dos membros de outro grupo, sendo o forte sentimento de identidade um pré-requisito para a formação de uma sociedade tribal verdadeira.
O tribalismo pressupõe um retorno aos hábitos civilizacionais e culturais primitivos. Este regresso deriva da característica intrínseca e muitas vezes da ineficácia das instituições em que a sociedade modernista está estruturada desde o século XVIII. O tribalismo, ou a recuperação dos valores originais, tornou-se evidente a partir dos anos 60 do século XX (sendo um exemplo o movimento hippie) e caracteriza-se pela formação de núcleos sociais pequenos sobretudo em grandes cidades, que diligenciam apoiar-se endogenamente, uma vez que não obtêm o amparo necessário dos organismos estatais ou institucionais. Assiste-se assim a um "retorno de Dionísio", conforme menciona o sociólogo francês Michel Maffesoli, em que estes pequenos núcleos (ou microtribos) se salientam pelo hedonismo, gosto pelo belo, pelo desfrute desordenado do momento, contrariando a racionalidade e as preocupações bem reais. Desta forma, a mentalidade yuppie, dependente do trabalho, começa a ser substituída em muitas zonas do globo pelo culto da própria pessoa, conforme atesta o estudo empreendido pelo mesmo sociólogo nas cidades de Tóquio, Paris e Rio de Janeiro (plasmado na obra O Nomadismo). Se, por um lado, se presencia a renovação da importância do indivíduo, este tribalismo pós-moderno é, no entender de vários autores, um modo de abstracção e de defesa contra a estrutura racionalista que não conseguiu suprir as necessidades heterogéneas e massivas do ser humano.